# Ray Davies
Sir Raymond Douglas Davies, zapovjednik reda Britanskog Carstva (Fortis Green, London, 21. lipnja 1944.), engleski glazbenik. Bio je glavni vokal, ritam gitarist i glavni tekstopisac sastava The Kinks, koje je vodio skupa s mlađim bratom Daveom. Također je glumio, režirao i producirao emisije za kazalište i televiziju. Od 1990. često ga oslovljavaju "kumom britpop". Nakon raspada The Kinksa 1996., nastavio je samostalnu karijeru.
Rodio se na adresi 6 Denmark Terrace, Fortis Green, Muswell Hill, Sjeverni London, Engleska. Sedmo je od osmero djece Freda i Annie Davies. Ray je imao šest starijih sestara i mlađeg brata Davea. Otac Fred je velškog podrijetla.

## Diskografija
Za diskografiju s The Kinksima vidi Diskografija sastava The Kinks
Samostalni albumi
- Return to Waterloo (1985.)
- The Storyteller (1998.) (UK br. 105)
- Other People's Lives (2006.) (UK br. 36, SAD br. 122)
- Working Man's Café (2007.) (UK br. 179, SAD br. 140)
- Americana (2017) (UK br. 15, SAD br. 79)

Albumi u suradnji:
- The Kinks Choral Collection (2009.) (UK br. 28) (sa zborom Festivala Crouch Enda)
- See My Friends (2010.)  (UK br. 12) (s raznim umjetnicima)

Kompilacijski albumi
- Collected (2009.)
- Waterloo Sunset — The Very Best of The Kinks and Ray Davies (2012.) (UK br. 14)

Daviesovi singlovi koji su završili na ljestvicama
Slijedi popis Daviesovih skladbi koje su bile hitovi na ljestvicama a koje su izvodili ostali izvođači, a ne Davies niti The Kinks.
| Godina | Naslov                                   | Izvođač           | Mjesto na ljestvici | Mjesto na ljestvici | Mjesto na ljestvici |
| Godina | Naslov                                   | Izvođač           | UK Singles Chart    | Kanada              | US Hot 100          |
| ------ | ---------------------------------------- | ----------------- | ------------------- | ------------------- | ------------------- |
| 1965.  | "This Strange Effect"                    | Dave Berry        | 37                  |                     |                     |
| 1965.  | "Something Better Beginning"             | The Honeycombs    | 39                  |                     |                     |
| 1966.  | "A House in the Country"                 | The Pretty Things | 50                  |                     |                     |
| 1966.  | "Dandy"                                  | Herman's Hermits  |                     | 1                   | 5                   |
| 1978.  | "You Really Got Me"                      | Van Halen         |                     | 49                  | 36                  |
| 1978.  | "David Watts"                            | The Jam           | 25                  |                     |                     |
| 1979.  | "Stop Your Sobbing"                      | The Pretenders    | 34                  |                     | 65                  |
| 1981.  | "I Go To Sleep"                          | The Pretenders    | 7                   |                     |                     |
| 1988.  | "All Day and All of the Night"           | The Stranglers    | 7                   |                     |                     |
| 1988.  | "Victoria"                               | The Fall          | 35                  |                     |                     |
| 1989.  | "Days"                                   | Kirsty MacColl    | 12                  |                     |                     |
| 1997.  | "Waterloo Sunset"                        | Cathy Dennis      | 11                  |                     |                     |
| 2007.  | "The Village Green Preservation Society" | Kate Rusby        | 102                 |                     |                     |

## Priznanja
- Nositelj naslova "sir"
- Dvorana slavnih rock and rolla
- Dvorana slavnih tekstopisaca
- Dobitnik Nagrade Ivor Novello

## Vanjske poveznice
- Službene stranice Raya Daviesa
- Stranice The Kinksa